# Málaga Open 2023
Il Málaga Open 2023 è stato un torneo maschile di tennis professionistico giocato sul cemento. È stata la 2ª edizione del torneo, facente parte della categoria Challenger 125 nell'ambito dell'ATP Challenger Tour 2023. Si è giocato all' Inacua Centro Raqueta di Malaga, in Spagna, dal 9 al 15 ottobre 2023.

## Partecipanti

### Teste di serie
| Nazionalità       | Giocatore               | Ranking* | Testa di serie |
| ----------------- | ----------------------- | -------- | -------------- |
| Spagna            | Roberto Bautista Agut   | 40       | 1              |
| Spagna            | Roberto Carballés Baena | 61       | 2              |
| Spagna            | Bernabé Zapata Miralles | 70       | 3              |
| Colombia          | Daniel Elahi Galán      | 90       | 4              |
| Spagna (bandiera) | Albert Ramos Viñolas    | 93       | 5              |
| Francia           | Constant Lestienne      | 107      | 6              |
| Argentina         | Thiago Agustín Tirante  | 111      | 7              |
| Spagna            | Pedro Martínez          | 116      | 8              |

* Ranking al 25 settembre 2023.

### Altri partecipanti
I seguenti giocatori hanno ricevuto una wild card per il tabellone principale:
- Gilles-Arnaud Bailly
- Roberto Bautista Agut
- Pablo Carreño Busta

Il seguente giocatore è entrato in tabellone come special exempt:
- Hugo Grenier

Il seguente giocatore è entrato in tabellone come alternate:
- Adrian Andreev

I seguenti giocatori sono passati dalle qualificazioni:
- Raul Brancaccio
- Ugo Blanchet
- Antoine Bellier
- Maxime Janvier
- Alejandro Moro Cañas
- Billy Harris

## Punti e montepremi
| Torneo    | Torneo              | V      | F      | SF    | QF    | 2T    | 1T    | Q | Q2  | Q1  |
| Singolare | Punti               | 125    | 75     | 45    | 25    | 11    | 0     | 5 | 2   | 0   |
| Singolare | Premi in denaro (€) | 19,650 | 11,570 | 6,850 | 3,990 | 2,345 | 1,420 | – | 710 | 355 |
| Doppio    | Punti               | 125    | 75     | 45    | 25    | –     | 0     | – | –   | –   |
| Doppio    | Premi in denaro (€) | 8,420  | 4,900  | 2,940 | 1,750 | –     | 990   | – | –   | –   |

## Campioni

### Singolare
Ugo Blanchet ha sconfitto in finale  Mattia Bellucci con il punteggio di 6–4, 6–4.

### Doppio
Julian Cash /  Robert Galloway hanno sconfitto in finale  Andrew Harris /  John-Patrick Smith con il punteggio di 7–5, 6–2.